# Srebarna-Gletscher
Der Srebarna-Gletscher (bulgarisch Ледник Сребърна Lednik Srebarna) ist ein Gletscher im Südosten der Livingston-Insel im Archipel der Südlichen Shetlandinseln. Er mündet südöstlich des M’Kean Point in die Bransfieldstraße.
Die bulgarische Kommission für Antarktische Geographische Namen benannte ihn 2002 nach dem Srebarna-See in Bulgarien.